# 傳染性單核白血球增多症
傳染性單核白血球增多症（英語：Infectious mononucleosis，縮寫「IM」，別名mono、glandular fever、Pfeiffer's disease、Filatov's disease）是一種由EB病毒造成的傳染病。大部分人是在孩童時期被感染，當時症狀輕微或沒有症狀。罹患傳染性單核球增多症在青壯年族群會造成發燒、喉嚨痛、頸部淋巴結腫大以及疲倦感。大部分人會在兩到四週後痊癒，然而疲倦感會持續數月。肝臟或脾臟也會腫大，在1%案例中會造成脾臟破裂。
EB病毒又稱為人類疱疹病毒第四型，是皰疹病毒家族成員之一。除了EB病毒外還有一些其他病毒會造成傳染性單核球增多症。此疾病主要是經由唾液傳播，但也可能經由精液及血液傳播。主要傳播的原因可能像是共用杯子或是牙刷造成。罹病者在出現症狀前幾周就有傳染力。主要診斷方式是經由觀察臨床症狀及血液抗體檢查。另外典型的診斷方式是血液中淋巴球的增加，其中有1成是非典型淋巴球（活化型淋巴球）。嗜異性抗體測試的準確性低，所以現在較不推薦使用。
EB病毒目前並沒有疫苗。預防此疾病的方式是不共用個人物品或是親密接觸被感染者。患者多半會自己康復。建議多喝水及充足的睡眠，可使用止痛藥物像是普拿疼（乙醯胺酚）或是布洛芬。
在已開發國家中，傳染性單核球增多症主要影響15到24歲的民眾。在開發中世界中的民眾則常在孩童時期感染，當時症狀輕微16到20歲的年輕人喉痛中，傳染性單核球增多症占了百分之八。美國每年每10萬人中約有45人會得到傳染性單核球增多症。百分之95的成人曾被EB病毒感染此疾病不分季節，全年流行。傳染性單核球增多症首先在1920年被描述，並且被口語稱為接吻病。

## 症状
傳染性單核白血球增多症的症状和流感颇为相似，病毒入侵后感染呼吸道和肺部，造成发热、咽喉疼痛。因此许多感染了此病的患者常会以为自己不过是得了感冒。此外它还会引起颈部、腋下或鼠蹊部的淋巴肿大，脾脏肿大和肝脏肿大。诊断时则通过发热、咽喉疼痛、淋巴肿大的症状及化验血液。一般无需治疗数天至半年就可以自行痊愈，痊愈后常伴随有疲劳感，一些患者的疲劳感可持续很久。同时感染过的患者会获得免疫能力，日后便难以再感染此病，因此在青少年时期患过此病成年后患病几率就会大大减小。严重时可能会导致肿大的脏器破裂，只有在很罕见的情况下才会引起脑膜炎等并发症。除飞沫传播外还可由血液进行传播。

## 治疗
傳染性單核白血球增多症属于良性自限性淋巴组织增生疾病，大多数患者只需要多休息，注意卫生便可自行痊愈，免疫力低的人群应该避免和患者接触。如果被误诊为感冒并服用错误一般的感冒藥如阿司匹林，反而会对患者的健康造成更大的威胁。如果需要药物治疗，则可使用干扰素、更昔洛韦、阿昔洛韦等抗病毒药物，对于细菌引起的并发症则多用抗菌素治疗。